# Konstruktiver Empirismus
Der konstruktive Empirismus ist eine moderne Spielart des Empirismus. Sein Begründer ist Bas van Fraassen, welcher den Konstruktiven Empirismus in seinem monumentalen Werk The Scientific Image (1980) begründete. Mit dem Attribut „konstruktiv“ will van Fraassen zum Ausdruck bringen, dass Wissenschaft keine Aktivität im Sinne einer Entdeckung der Wahrheit ist, sondern vielmehr eine Konstruktion, um empirische Adäquatheit sicherzustellen. Dies beschreibt van Fraassen mit Bezug auf Pierre Duhem auch als „to save the phenomena“.

## Empirische Adäquatheit, Agnostizismus und Ziel der Wissenschaft
Vertreter des Konstruktiven Empirismus sind agnostisch gegenüber theoretischen Begriffen einer Theorie (Atom, Gen o. Ä.). Alles woran ein konstruktiver Empirist glaubt, sind Beobachtungen, die sich mit dem bloßen Auge (mitunter unter Zuhilfenahme von Instrumenten) bewerkstelligen lassen.
Der konstruktive Empirismus ist die These, die Naturwissenschaften zielten ausschließlich darauf ab, empirisch angemessene Theorien zu konstruieren, die der empirischen Adäquatheit entsprechen. Die Akzeptanz einer Theorie schließe nicht den Glauben ein, die Theorie sei in jeder Hinsicht wahr, sondern bloß, sie sei empirisch angemessen.
Van Fraassen zufolge akzeptiert der Wissenschaftler eine Theorie nicht, weil er an deren Wahrheit, sondern nur, weil er an deren empirische Adäquatheit glaubt. Dabei sind die Beweggründe des Einzelnen irrelevant. So wie sich beispielsweise das Ziel eines Schachspieles durch das Matt-Setzen des Gegners bestimmen lässt. Individuelle Beweggründe wie z. B. Ruhmessucht, Vertreib von Langeweile o. Ä. spielen dabei dann keine Rolle.

## Semantische Interpretation von Theorien
Im Gegensatz zum Logischen Positivismus und zum Instrumentalismus will van Fraassen die Aussagen einer Theorie wörtlich verstanden wissen. Eine Theorie, die besagt, das Universum bestehe aus Atomen und eine Theorie, die behauptet, das Universum sei ein Kontinuum, können niemals gleichwertig sein. Selbst dann nicht, wenn sie die gleichen Beobachtungen erklären sollen. Genau dies bestreite jedoch der Positivist und der Instrumentalist. Insofern stimmt van Fraassen mit dem Wissenschaftlichen Realismus überein. Die Aussagen einer Theorie sind semantisch entweder wahr oder falsch (entweder das Universum besteht aus Atomen, oder aus einem Kontinuum). Jedoch bestreitet van Fraassen, dass die Klärung dieser Frage das Ziel der Wissenschaft sei. Van Fraassen sagt, er sei dieser Frage gegenüber agnostisch. Es zähle einzig und allein die empirische Adäquatheit der Theorie.
Im Gegensatz zum Wissenschaftlichen Realismus umgeht van Fraassen mit der just geschilderten Strategie das Problem der Unterdeterminierung von Theorien durch Evidenz. Für den konstruktiven Empiristen sind alle empirisch äquivalenten Theorien gleichberechtigt. Der Wissenschaftliche Realist hingegen muss zusätzliche Kriterien wie Einfachheit, Erklärungskraft u. Ä. bemühen, um die Entscheidung für oder wider die eine oder die andere Theorie zu rechtfertigen. Van Fraassen bezeichnet diese Kriterien abwertend als metaphysical baggage, die für das philosophische Verständnis von Wissenschaft verzichtbar seien.

## Pragmatik von Erklärungen
Erklärungen, Einfachheit und andere Werte hält van Fraassen für nichts Weiteres als pragmatische Dimensionen, die bei der Theorienauswahl eine entscheidende Rolle spielen können, aber gegenüber der empirischen Adäquatheit der Theorie nur sekundär sind. Van Fraassen ist der Meinung, dass empirische Adäquatheit eine Vorbedingung für Erklärung sei. Erklärung ist dann so etwas wie ein nicht notwendiger, aber angenehmer Bonus. Hier setzt sich van Fraassen natürlich dezidiert von den Realisten ab.